# Planisfero di Ruysch

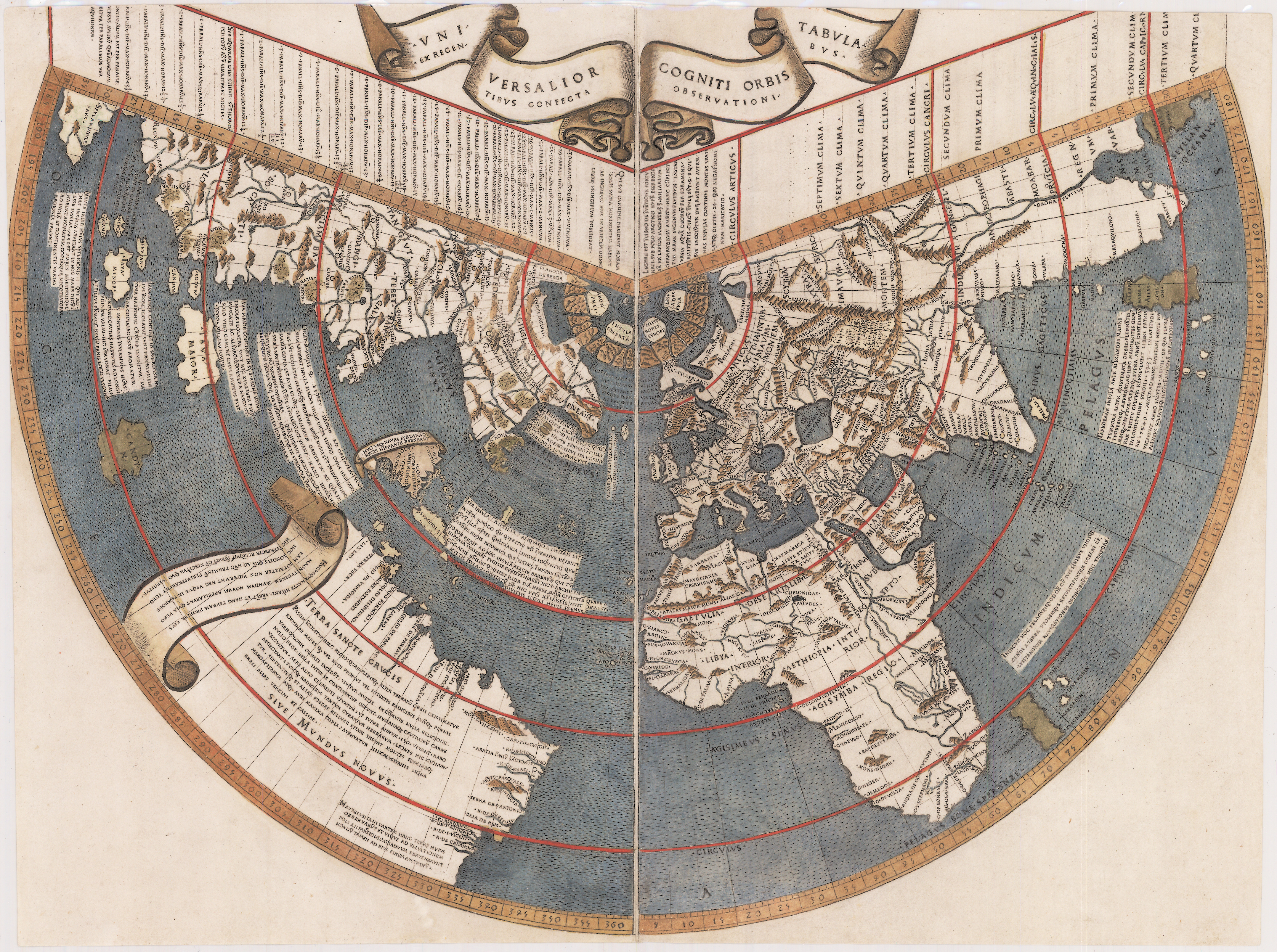
Il planisfero di Ruysch.

Il planisfero di Ruysch, disegnato da Johann Ruysch verso il 1507-1508, fu una delle prime carte stampate raffiguranti il Nuovo Mondo, nonché il primo vero «aggiornamento» della carta di Tolomeo. Presente in migliaia di copie all'interno della Geografia aggiornata di Tolomeo, questo planisfero ebbe un forte impatto sulla percezione geografica degli europei.

## Descrizione
Il planisfero, inciso su lastre di rame e stampato su due fogli, misura 40,5 × 53,5 centimetri. Il titolo è indicato all'interno di una banderuola, Universalior Cogniti Orbis Tabula, Ex recentibus confecta observationibus (Carta del mondo conosciuto, realizzata a partire da recenti scoperte).
Come il planisfero Contarini, da cui è forse derivato, utilizza una proiezione conica regolare, in cui i paralleli sono cerchi concentrici e i meridiani delle linee che hanno origine al polo nord. Il meridiano zero separa i due fogli e attraversa le isole Canarie: tale accorgimento ha l'effetto di raggruppare tutte le nuove scoperte sul foglio di sinistra.
I toponimi portoghesi suggeriscono che Ruysch abbia utilizzato fonti di origine portoghese: oltre a Terranova e in Brasile, ne troviamo anche nei pressi di Taprobana (Sumatra). Le piccole dimensioni con cui viene raffigurato il Madagascar e i numerosi dettagli che compaiono in India rafforzano questa ipotesi.
Il planisfero mostra l'America del Sud, una parte delle Antille e una porzione dell'America del Nord esplorata dai portoghesi.

### America del Nord e Caraibi

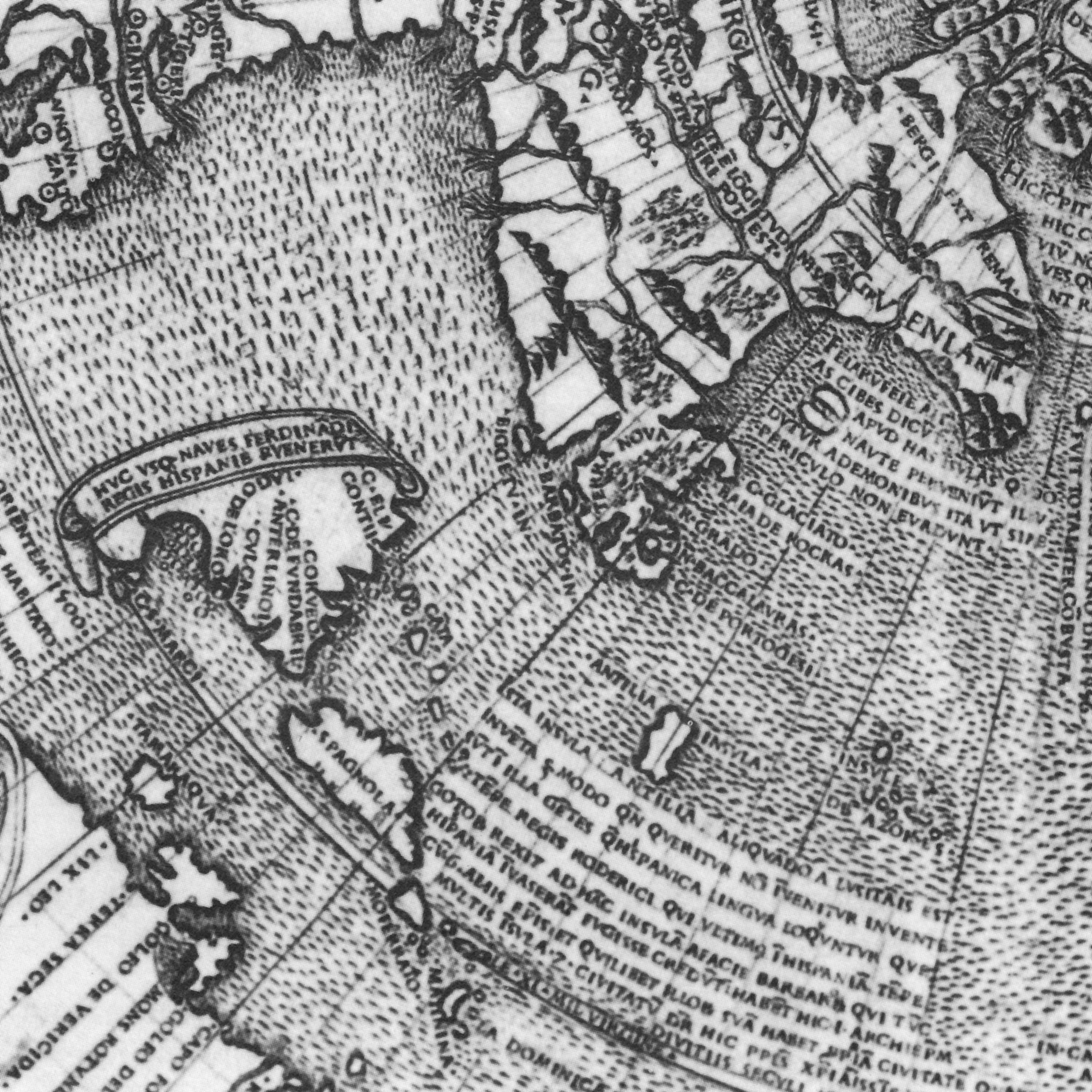
Gruenlant, Terra Nova, Antilia, Cuba.

L'America del Nord è rappresentata come l'estremità orientale dell'Asia; fanno parte di questo continente anche la Groenlandia (Gruenlant) e Terranova (Terra Nova).
Vicino a Terranova, In. Baccalauras, oggi conosciuta con il nome di isola Baccalieu, costituisce il più antico toponimo del Canada. Poco più a sud, la dicitura C. de Portogesi attesta la presenza di spedizioni portoghesi (soprattutto quelle di Gaspar e Miguel Corte-Real) e dell'imponente flotta da pesca portoghese che si spingeva qui per pescare il merluzzo al largo di Terranova fin dagli inizi del XV secolo. R. Grado o Baia de Rockas potrebbe essere lo stretto di Belle Isle.
A sud-ovest della «penisola» della Groenlandia, due isole a forma di mezzaluna sono raffigurate con l'iscrizione «si dice che chi è giunto in barca verso queste isole per trovare pesci e altro nutrimento è stato ingannato a tal punto dai demoni da non essere riuscito a sbarcarvi senza pericolo». Anche numerose carte successive indicano in questo punto la presenza di un'isola dei demoni. Ad ovest della Groenlandia si trova il paese di Gog e Magog.
A sud-est della Groenlandia si trova l'isola di Antilia. Sotto di essa si trova la legenda: «L'isola di Antilia è stata individuata dai portoghesi, ma quando la si cerca, non si riesce a trovarla. I suoi abitanti parlano la lingua hispanica e si dice che vi si siano rifugiati durante la barbara invasione dell'Hispania all'epoca di re Roderico, l'ultimo re visigoto a dominare il paese. Ci sono nell'isola un arcivescovo e sei altri vescovi, ognuno dei quali ha la propria città, ed è per questo che viene chiamata l'Isola delle Sette Città. Qui la gente vive in modo cristianissimo e dispone di tutte le ricchezze di questo mondo». Diverse spedizioni hanno cercato di trovare le Sette Città nei Caraibi, e la loro leggenda venne successivamente spostata in America del Sud.
In una nota ad ovest di Spagnola (Hispaniola), Ruysch indica che si tratta probabilmente di Sipango (Cipango), descritto da Marco Polo: «M Polo dice che 1500 leghe ad est del porto di Zaiton si trova una grande isola chiamata Sipango. Gli abitanti sono idolatri, hanno il loro re e non sono tributari di nessuno. Hanno una grande abbondanza di oro e pietre preziose. Ma dal momento che le isole scoperte dagli Spagnoli si trovano in questo punto, noi non osiamo situare quest'isola qui, anche se siamo dell'opinione che quella che gli Spagnoli chiamano Spagnola sia in realtà Cipango, in quanto le cose descritte come facenti parte di Sipango si trovano anche a Spagnola, oltre all'idolatria».
Ad ovest di Hispaniola si trova probabilmente Cuba; solo la metà orientale, di forma esageratamente triangolare, viene rappresentata; una banderuola disegnata sulla parte occidentale del triangolo indica che «i vascelli di Ferdinando sono arrivati fino a questo limite»: la parte occidentale non era stata ancora esplorata, e Ruysch evitò quindi di compiere errori non raffigurandola. La terra è circondata dalle acque, compresa la parte inesplorata, e questo suggerirebbe la presenza di un accesso diretto alla Cina attraverso le Antille. Secondo Donald McGuirk, in questo punto la lastra di stampa è stata ritoccata: sotto la terra triangolare si trova un'isola dai contorni più simili a quelli di Cuba e la legenda DE CVBA. La rappresentazione di Cuba come una penisola continentale corrisponde alla percezione di Cristoforo Colombo, che era convinto di essere sbarcato sul continente asiatico, tanto da averlo giurato ai suoi ufficiali. Un altro ritocco è visibile nel mare a nord-ovest di «Cuba», che nasconde un testo cancellato della lastra. L'estremità orientale è chiamata C. de Fundabril (probabilmente Punta de Maisi), che Colombo riteneva essere la punta delle Indie.
A sud di Antilia, possiamo distinguere Moferrato (presumibilmente Porto Rico), Le XI Mil Virgine (le isole Vergini), Matinina e La Dominica (chiamate Canibali nelle prime edizioni).

### America del Sud
L'America del Sud è un continente distinto; il suo contorno è interrotto ad ovest da un drappo che recita: «i marinai spagnoli si sono spinti fin qui, e a causa delle sue dimensioni lo chiamano nuovo mondo, poiché fino ad oggi non hanno ancora visto né esplorato la sua totalità. Pertanto, questa carta è per il momento lasciata incompleta, in quanto non sappiamo per quale direzione si estenda». Vi si trovano le indicazioni Terra sancte crucis (il primo nome dato dai portoghesi al Brasile) e Sive Mundus Novus; si tratta della seconda menzione del Nuovo Mondo su una carta stampata, dopo il planisfero Contarini. Non vi è alcuna traccia del quarto viaggio di Colombo del 1502-1503, ma numerosi toponimi sono quelli dati da Amerigo Vespucci, spesso già presenti nel planisfero di Cantino del 1502. Caput S. Crucis corrisponde al capo San Vincenzo di Vespucci. A sud della carta, un'iscrizione indica che i portoghesi hanno navigato fino a 50 gradi sud senza raggiungere l'estremità del continente.

### Asia
L'India e Prilam (Ceylon) sono rappresentate con dei contorni assai precisi, che testimoniano ancora una volta influenze portoghesi su Ruysch. Oltre a ciò, l'autore si affida principalmente ai viaggi di Marco Polo e alle descrizioni di Tolomeo, con risultati decisamente confusi. Così, oltre alla «vera» Ceylon nei pressi dell'India, Ruysch mostra un'isola di Taprobana alias Zoilon più ad est: Taprobana era il nome dato da Tolomeo a Ceylon, e talvolta attribuito a Sumatra. Ancora più ad est, compare una terza versione di Ceylon con la dicitura Seylan Insulae.

### Polo nord
Ruysch colloca diverse isole attorno al polo nord, sulla base della Inventio Fortunata, il racconto di viaggio di Nicola di Lynn del 1355. Vicino ad una di queste, scrive: «Nel libro Inventio fortunata si dice che nel polo artico si trovi un'immensa roccia magnetica, di trentatré miglia tedesche di circonferenza. Un mare burrascoso circonda questa roccia, come se le acque sgorgassero da un vaso attraverso l'imboccatura. Attorno si trovano numerose isole, di cui due sono abitate».

## Storia
È possibile che Johann Ruysch abbia accompagnato dei marinai di Bristol in un viaggio verso i Grandi Banchi di Terranova verso il 1500, forse perfino lo stesso Giovanni Caboto nel 1497.
Il planisfero si trova in alcune ristampe della cosiddetta edizione «di Roma» della Geografia di Tolomeo realizzata nel 1507, e in tutte le stampe del 1508, il che suggerisce che sia stato disegnato nel 1507. Questo atlante è accompagnato da un libello, Orbis nova descriptio, di Marcus Beneventanus. Le precedenti edizioni dell'atlante erano state pubblicate nel 1478 e nel 1490.
Contrariamente ai planisferi di Contarini e Waldseemüller, di cui sopravvive solo una copia conosciuta, della versione originale del planisfero di Ruysch esistono numerose copie. Un censimento effettuato da Donald McGuirk nel 1989 ha permesso di identificare 64 copie, e lo stesso studioso stima il numero totale ad un centinaio di copie. Tra le varie copie ricordiamo quelle conservate all'università di Harvard, alla Biblioteca del Congresso, alla biblioteca James Ford Bell dell'università del Minnesota o alla Biblioteca nazionale di Francia (tre copie).

### Le differenti edizioni
Bradford Swan e Douglas McGuirk hanno dimostrato che vennero stampate più versioni successive del planisfero, ritoccando le lastre di rame utilizzate per la stampa. Sono state identificate tre versioni distinte di ciascun foglio; curiosamente questi rimodellamenti non sono correlati con le edizioni del Tolomeo che contengono la mappa: carte più «nuove» sono state inserite in atlanti più «vecchi» e viceversa.
Così, sulla piastra occidentale, la prima edizione presenta la dicitura CANIBALI al posto di LA DOMINICA; tale correzione venne effettuata a partire dalla seconda edizione, sulla quale la dicitura CANIBALOS IN. compare sull'isola di Trinidad; nella terza edizione, vennero aggiunti il PLISACVS SINVS vicino alle coste cinesi e il SINVS GRVENLANTEVS vicino alla Gruenlant.